# Суперкубок В'єтнаму з футболу 2014
Суперкубок В'єтнаму з футболу 2014  — 16-й розіграш турніру. Матч відбувся 27 грудня 2014 року між чемпіоном В'єтнаму клубом Бікамікс Біньзионг та володарем кубка В'єтнаму клубом Хайфон.
| Володар Суперкубка В'єтнаму 2014 |
| -------------------------------- |
|                                  |
| Бікамікс Біньзионг Третій титул  |

## Матч

### Деталі
| 27 грудня 2014 11:15 (EEST) |

| Бікамікс Біньзионг | 1:0      | Хайфон |
| ------------------ | -------- | ------ |
| Нгуєн Ан Дук 35'   | Протокол |        |

| Гозау, Біньзионг Глядачів: 8 000 Арбітр: Нгуєн Тронг Тху |